# North Dome

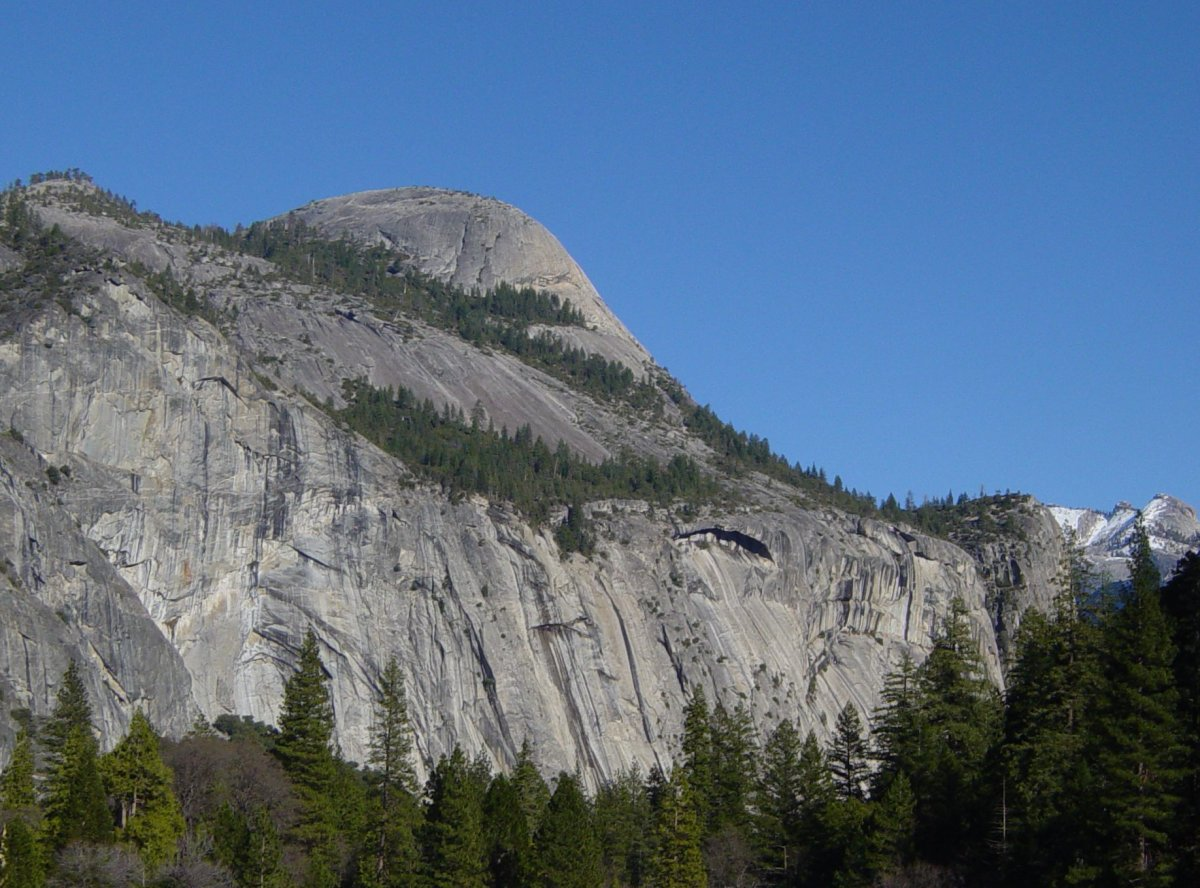
O North Dome visto do vale de Yosemite

O North Dome é uma cúpula de granito no Parque Nacional de Yosemite, na Califórnia, Estados Unidos. É o pico sul da Indian Ridge, 1 km a norte da Washington Column e dos Royal Arches, na vertente nordeste do vale de Yosemite. Pode ser alcançado a pé pela trilha da Tioga Pass Road, ou subindo o trilho das Yosemite Falls seguindo depois para este, uma alternativa vindo dos Mirror Lake pelo trilho das Snow Creek Falls seguindo para norte pela Indian Rock e depois para sul no trilho da Tioga Pass Road.